# Trappistenkloster Illah
Das Trappistenkloster Illah ist seit 2006 ein  Kloster der Trappisten in Illah im Bistum Issele-Uku im nigerianischen Bundesstaat Delta.

## Geschichte
Anselm Abraham Ojefua (1910–1988), der 1953 den Orden Knights of Saint Mulumba ins Leben gerufen und 1970 das (1978 in den Zisterzienserorden der Strengeren Observanz inkorporierte) Kloster Awhum gegründet hatte, war 1982 Gründer des Diözesanklosters Holy Cross („Heiligkreuz“) in Illah im äußersten Norden des nigerianischen Bundesstaats Delta (nordwestlich Onitsha), das 2006 ebenfalls in den Trappistenorden inkorporiert wurde (im Status eines Priorats). Immediatoberer ist die Trappistenabtei Genesee.
Obere und Prioren:
- Bruno (1982–2005)
- Innocent Ugyeh (2005–2006)
- Ogechukwu Ibe (2006–)